# Piotr Zbyszewski
Piotr Zbyszewski (ur. 8 marca 1981) – polski judoka. 
Były zawodnik ZKJ Yamabushi Zakopane (1995-1996) i TS Wisła Kraków (1998-2007). Brązowy medalista mistrzostw Polski seniorów 2007 w kategorii do 90 kg. Ponadto m.in. brązowy medalista młodzieżowych mistrzostw Polski 2002 w kategorii do 73 kg.